# Nelson Kuhn
Nelson Kuhn (ur. 7 lipca 1937 w Whitemouth) – kanadyjski wioślarz, srebrny medalista olimpijski.

## Kariera
Wystąpił na igrzyskach olimpijskich w Rzymie w 1960, gdzie Kanadyjczycy w składzie: Donald Arnold, Walter D'Hondt, Nelson Kuhn, John Lecky, David Anderson, Archie MacKinnon, Bill McKerlich, Glen Mervyn i Sohen Biln zdobyli srebrny medal w ósemkach. W finale uplasowali się o 4,34 sekundy za osadą Wspólnej Reprezentacji Niemiec, a o 3,32 sekundy przed Czechosłowacją. Był to jego jedyny start olimpijski. Zarazem był to także jedyny medal zdobyty przez Kanadyjczyków na tych igrzyskach.
Kształcił się na Uniwersytecie Kolumbii Brytyjskiej.